# 플란티

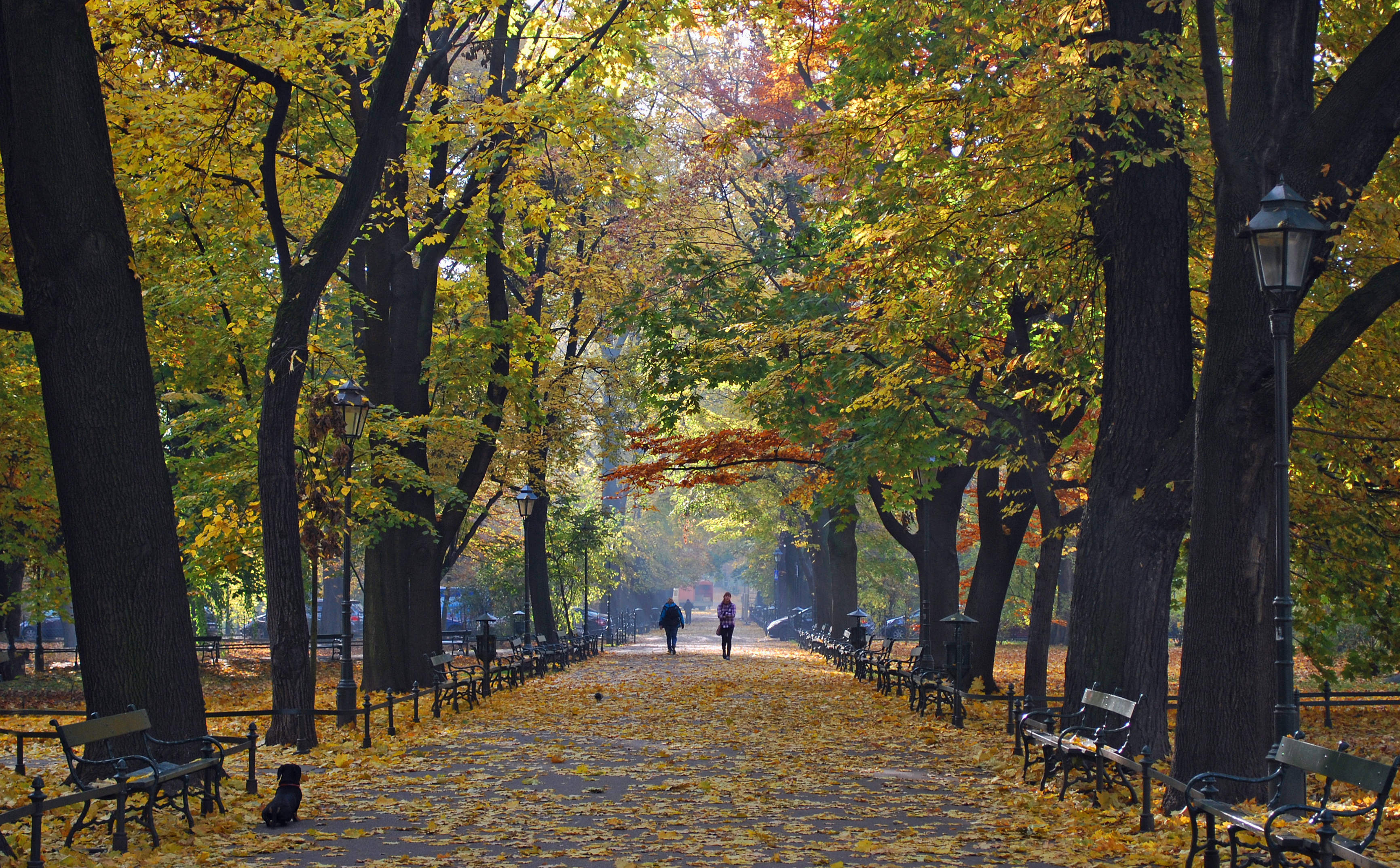
플란티

플란티(폴란드어: Planty)는 폴란드 크라쿠프에서 가장 큰 도시공원 중 하나다. 19세기 초까지 중세 성벽이 서 있던 크라쿠프 역사 지구를 둘러싸고 있다. 공원의 면적은 21 ha (52 ac)이고 길이는 4 km (2.5 mi)이다. 수많은 기념물과 분수로 장식된 30개의 작은 정원으로 구성되어 있다.